# 慶隆
慶隆（1870年—?），字壽石，号栋臣，一号望臣，徐氏，漢軍鑲藍旗人，清朝政治人物、同進士出身。
光緒二十一年（1895年），参加光緒乙未科殿試，登進士三甲33名。同年五月，以主事分部学习。